# 2022年花蓮縣議長選舉
2022年花蓮縣議長選舉於12月25日舉行，旨在選出花蓮縣議會的議長。儘管在先前的縣議員選舉中國民黨贏得了過半多數席位，但由國民黨推派的候選人吳東昇最終未能贏得議長選舉。

## 背景
早在先前的縣議員選舉中，現任議長張峻因多年前捲入LED路燈採購弊案而觸發國民黨排黑條款，導致未獲得該黨提名。儘管如此，張峻仍堅持參加縣議員選舉，最後以無黨籍身份連任議員。在花蓮縣議會的全部33個議席中，國民黨共贏得了20席，無黨籍贏得了9席、民進黨贏得了3席，民眾黨則贏得了1席。在議長選舉中，國民黨再度以排黑條款為由認定張峻不符議長選舉提名資格，決定提名吳東昇，不過此人有殺人未遂前科。

## 投票

### 第一輪投票
在議長選舉的第一輪投票中，國民黨提名的吳東昇獲16票，張峻獲得了10票、民進黨籍的張美慧獲綠營的全部3票支持。而國民黨籍的周駿宥、程美蓮和無黨籍的簡智隆、楊華美4人則各投自己1票。除此之外，國民黨人鄭寶秀、黃馨和謝國榮選擇跳票支持張峻。由於第一輪選舉中無人獲得17票當選議長的門檻，因此需要舉行第二輪投票。

### 第二輪投票
儘管民進黨內也存在排黑條款，但最終還是將三票全數投給張峻。而在第一輪投票中投票給吳東昇的笛布斯·顗賚在第二輪投票中改投自己。最後張峻以17比15的微弱優勢擊敗國民黨提名人吳東昇，順利連任議長。

## 後續
張峻在當選議長後不久便宣布退黨，並抱怨「朱立倫長期讓這個傅崑萁在地方這樣欺凌自己黨內的同志，我從今天開始我宣布退出國民黨，受到這個傅崐萁還有張逸華這樣長期的欺凌，尤其動不動就是排黑、排黑，弄得我現在好像全國最黑的議長。」國民黨縣黨部隨後召開考紀會，針對議長選舉6名跑票議員，一致通過開除鄭寶秀、黃馨、張峻、週駿宥、程美蓮黨籍的處分。由於謝國榮因黨籍隸屬黃復興黨部，考紀會將違紀事實移請黃復興黨部。隨後謝國榮亦遭到開除黨籍處分。

## 選舉結果
| 2022年花蓮縣議長選舉結果 | 2022年花蓮縣議長選舉結果 | 2022年花蓮縣議長選舉結果 | 2022年花蓮縣議長選舉結果 | 2022年花蓮縣議長選舉結果 | 2022年花蓮縣議長選舉結果 | 2022年花蓮縣議長選舉結果 |
| 候選人                   | 所屬政黨                 | 第一輪得票數             | 第二輪得票數             | 最終得票率               | 當選標記                 | 註釋                     |
| ------------------------ | ------------------------ | ------------------------ | ------------------------ | ------------------------ | ------------------------ | ------------------------ |
| 張峻                     | 無黨籍                   | 10                       | 17                       | 51.52%                   |                          |                          |
| 吳東昇                   | 中國國民黨               | 16                       | 15                       | 45.45%                   |                          |                          |
| 張美慧                   | 民主進步黨               | 3                        | 0                        | 0%                       |                          |                          |
| 其他                     | 不适用                   | 4                        | 1                        | 3.03%                    |                          |                          |
| 選舉日期                 | 選舉日期                 | 選舉日期                 | 2022年12月25日           | 選舉人數                 | 33人                     | 33人                     |
| 最終投票率               | 最終投票率               | 最終投票率               | 100%                     | 最終投票人數             | 有效：33人 無效：0人     | 有效：33人 無效：0人     |